# Brailly-Cornehotte
Brailly-Cornehotte là một xã ở tỉnh Somme, vùng Hauts-de-France, Pháp. 
Thị trấn này tọa lạc trên đường D56, khoảng 14 dặm Anh về phía đồng bắc của Abbeville.

## Dân số
| 1962                                                           | 1968 | 1975 | 1982 | 1990 | 1999 |
| -------------------------------------------------------------- | ---- | ---- | ---- | ---- | ---- |
| 319                                                            | 324  | 281  | 255  | 233  | 240  |
| Số liệu điều tra dân số từ năm 1962, dân số không tính hai lần |      |      |      |      |      |